# 佩斯利和北倫弗魯郡 (英國國會選區)
佩斯利和北倫弗魯郡（英語：Paisley and Renfrewshire North），英國國會蘇格蘭一郡選區，包括倫弗魯郡北部。選區設於2005年。
本區當區議員為工黨的詹姆斯·謝里敦。他在2010年大選以54.0%選票連任。